# Érick Sánchez (futbolista nacido en 1988)
Érick Gerardo Sánchez Allen (San José, 8 de marzo de 1988) es un exfutbolista costarricense que jugó como guardameta.

## Clubes
| Club                    | País       | Año       |
| ----------------------- | ---------- | --------- |
| Liberia Mía             | Costa Rica | 2009-2010 |
| Limón F.C.              | Costa Rica | 2010-2012 |
| Cartaginés              | Costa Rica | 2012-2013 |
| Belén F.C               | Costa Rica | 2013-2015 |
| C.S Uruguay de Coronado | Costa Rica | 2015-2016 |
| Santos de Guápiles      | Costa Rica | 2016-2017 |
| Municipal Liberia       | Costa Rica | 2017      |
| UCR Fútbol Club         | Costa Rica | 2018-2019 |
| C.S Uruguay de Coronado | Costa Rica | 2020      |
| Juventud Escazuceña     | Costa Rica | 2020-2021 |
| Municipal Liberia       | Costa Rica | 2021-2024 |

## Palmarés

### Títulos nacionales
| Título                         | Club              | País       | Año  |
| ------------------------------ | ----------------- | ---------- | ---- |
| Primera División de Costa Rica | Municipal Liberia | Costa Rica | 2009 |
| Segunda División de Costa Rica | Municipal Liberia | Costa Rica | 2022 |